# Lega dei Ticinesi
De Lega dei Ticinesi (Nederlands: Liga van Ticino) is een centrumrechtse en populistische partij in Zwitserland die actief is in het kanton Ticino.
De Lega dei Ticinesi (afkorting: Lega) werd in 1991 opgericht door de journalisten Mattino della Domenica, Flavio Maspoli en Giugliano Bignasca, een voormalig lid van de Vrijzinnig Democratische Partij. Van meet af aan voerde de Lega een populistische koers.
De Lega ziet het als doelstelling de corruptie te bestrijden en de (centrale) politieke macht te bevechten. De partij meent dat de centrale overheid bezig is met de "uitverkoop" van Zwitserland. Daarnaast vindt de Lega dat de regering in Bern te weinig oog heeft voor het kanton Ticino. De Lega wil dat er een strenge asielpolitiek wordt gevoerd en dat Zwitserland geen lid wordt van de Europese Unie.
Bij de verkiezingen van 1991 boekte de Lega direct een groot succes: Twee leden van de Lega (Leghista), Flavio Maspoli en Marco Borradori, in de Nationale Raad (tweede kamer federaal parlement) gekozen. In 1995 verloor de Lega echter weer een zetel en bleef Maspoli als enige de Lega in de Nationale Raad vertegenwoordigen. In 1999 won de Lega er weer een zetel bij en kwam het aantal Leghisti weer op twee. Naast Maspoli werd Giuliano Bignasca lid van de Nationale Raad. Vlak voor de verkiezingen van 19 oktober 2003 scheidde Maspoli zich van Lega af en vormde een splintergroep Risorgimento Ticinese. Bij de verkiezingen werd Attilio Bignasca, de broer van Giuliano, als enige van de Lega in de Nationale Raad gekozen.
Bij de kantonnale verkiezingen van 2003 ging de Lega van 16 naar 11 zetels in de Gran Consiglio (Grote Raad). De Lega maakt sinds 1995 met één minister deel uit van de Consiglio di Stato. Deze minister heet Marco Borradori en hij beheert het departement van Territoriale Zaken. Hij was 2003 tot 2004 voorzitter van de Consiglio di Stato.
Bij de verkiezingen van 2007 voor de Gran Consiglio (kantonsparlement van Ticino) behaalde de Lega 15 zetels, vier meer dan bij de verkiezingen voor de Gran Consiglio van 2003. Borradori werd herkozen als lid van de Consiglio di Stato. Bij de federale parlementsverkiezingen van 21 oktober 2007 wist de Lega haar zetel in de Nationale Raad te behouden. Procentueel ging de partij 0,1% vooruit. Bij de parlementsverkiezingen van 2011 veroverde de partij twee zetels; dit aantal behield de partij bij de verkiezingen van 2015.
Bij de verkiezingen voor de Gran Consiglio in 2015 in Ticino werd de Lega met 22 zetels de tweede partij (achter de Vrijzinnig Democratische Partij.De Liberalen).

## Ideologie
De Lega dei Ticinesi is een rechts-populistische partij opgericht als protestpartij. De oprichters van de Lega hadden de Lega Nord, de rechts-populistische partij van Umberto Bossi tot voorbeeld. Volgens de Lega zijn de bestaande partijen bolwerken van corruptie en cliëntelisme en hebben er volgens de Lega voor gezorgd dat het kanton Ticino in een economische malaise verkeert. De partij is voor belastingverlaging en vermindering van de bureaucratie. De partij is tegen een te sterke centrale overheid en vindt dat kantons (in het geval van de Lega, het kanton Ticino) hun zaken zo veel mogelijk zelf moeten regelen. De partij is ook kritisch ten opzichte van de Europese Unie en voor een streng asielbeleid. Daarnaast is de partij xenofobisch en tegen de aanwezigheid van buitenlanders in Zwitserland, en in het bijzonder in Ticino. Een van de leuzen, gebruikt bij de verkiezingen van 1995 was "Ticino voor de Ticinezen en de Arabieren naar hun eigen land."

## Voorzitter
De voorzitter van de Lega is oprichter Attilio Bignasca

## Jeugdafdeling
De jeugdafdeling van de Lega heet Giovani Leghisti (Jonge Lega-leden). De Giovanni Leghisti staat onder leiding van Lovera Francesco. De Giovanni Leghisti zijn nationalistisch en onderhouden contacten met de Giovani Padania, de rechts-nationalistische Italiaanse Lega Nord van Umberto Bossi die naar afscheiding van Noord-Italië streeft ("Padanië").

## Fractie
In de Bondsvergadering vormt Lega een fractie met de Zwitserse Volkspartij (Fractie van de Zwitserse Volkspartij in de Bondsvergadering).

## Verkiezingsresultaten

### VerkiezingsresultatenNationale Raad1991-heden
| Zetelverdeling Lega 1991-2019 Nationale Raad |        |      |         |
| Jaar                                         | Zetels | %    | +/−     |
| 1991                                         | 3      | 1,40 | 3       |
| 1995                                         | 1      | 0,95 | 2       |
| 1999                                         | 2      | 0,88 | 1       |
| 2003                                         | 1      | 0,35 | 1       |
| 2007                                         | 1      | 0,57 | Stabiel |
| 2011                                         | 2      | 0,80 | 1       |
| 2015                                         | 2      | 1,00 | Stabiel |
| 2019                                         | 1      | 0,80 | 1       |

### Verkiezingsresultaten Gran Consiglio van Ticino
| Zetelverdeling Lega 1991-2015 Gran Consiglio van Ticino |        |     |
| Jaar                                                    | Zetels | +/− |
| 1991                                                    | 12     | 12  |
| 1995                                                    | 16     | 4   |
| 1999                                                    | 16     | 1   |
| 2003                                                    | 11     | 5   |
| 2007                                                    | 15     | 4   |
| 2011                                                    | 21     | 6   |
| 2015                                                    | 22     | 1   |